# Ernest Schoedsack
Ernest Schoedsack (ur. 8 czerwca 1893 w Council Bluffs, zm. 23 grudnia 1979 w hrabstwie Los Angeles) – amerykański reżyser, producent filmowy i operator filmowy.

## Filmografia
producent
- 1925: Grass: A Nation’s Battle for Life
- 1929: The Four Feathers
- 1933: The Son of Kong

reżyser
- 1925: Grass: A Nation’s Battle for Life
- 1933: King Kong
- 1937: Outlaws of the Orient
- 1952: This Is Cinerama

zdjęcia
- 1917: Her Torpedoed Love
- 1925: Grass: A Nation’s Battle for Life
- 1929: The Four Feathers

## Wyróżnienia
Posiada swoją gwiazdę na Hollywoodzkiej Alei Gwiazd.